# 締固め用機械運転者
締固め用機械運転者（しめがためようきかいうんてんしゃ）とは、締固め用機械特別教育を修了した者。別名ローラー特別教育。

## 概要
- 締固め用機械とはロードローラーをはじめとする締固めを行う機械全てを運転するのに必要な資格である。元々はフォークリフトと同じく車両系建設機械に入っていたのだが、事故が多発し、多数の死傷者が出たため、独立した資格となった。労働安全衛生法の規定により締固め用機械の運転業務を行わせるには事業主が従業員に取得させることが義務付けられている。

## 受講資格
- 満18歳以上

## 特別教育
- 特別教育は各事業所（企業等）又は都道府県労働局長登録教習機関において行われる。
- 安全衛生特別教育規程（昭和47年労働省告示第92号）で規定された履修時間は10時間（以上）となっている。

### 講習科目
- 学科
  1. 締固め用機械（ローラー）に関する知識（4時間）
  2. 締固め用機械（ローラー）の運転に必要な一般的事項に関する知識（1時間）
  3. 関係法令（1時間）
- 実技
  1. 締固め用機械（ローラー）の運転方法（4時間）

## 運転できる締固め用機械
- 重量制限はないため、乗車式のものから小さな道路舗装用の小型機、タイヤローラー、振動ローラー、ハンドガイドローラー等のロードローラー全てを操作できる。